# JUD
JUD ist eine ursprünglich US-amerikanische Rockband um Gründer David Judson Clemmons.

## Werdegang
1995 hatte David Judson Clemmons nach dem Ausstieg aus der Progressive-Rockband Damn The Machine die Idee zu einem rauen Projekt ohne Regeln. JUD war geboren. Mit Freund Ross Robinson (Musikproduzent von Korn, Sepultura, Slipknot u. v. m.) und einigen Anderen nahm er ein Demo auf.
Mit musikalischer Unterstützung von den alten Schulfreunden Steve Cordrey und Hoss Wright ging es dann auf Touren in den USA und Europa. 
Zur gleichen Zeit hat David Clemmons auch die Band The Fullbliss gegründet.
1997 erschien das erste JUD-Album „Something Better“. 1997–2000 erschienen 3 weitere Alben und es wurden unzählige Shows gespielt.
Die Bandmitglieder verfolgten parallel Soloprojekte und/oder spielten noch in weiteren Bands (Mondo Generator, Amen), weswegen man sich 2001 zur Auflösung von JUD entschloss.
Nachdem Sänger David Judson Clemmons sieben Jahre lang seine Arbeit in sein Solo-Projekt und The Fullbliss gelegt hat, ließ er JUD wieder aufleben mit dem Londoner James Schmidt (JUD-Drummer bei Chasing California) und dem Kasseler Jan Hampicke (Interstellar Pirates, Wuthe & Faust), mit denen er bereits die letzten Jahre bei The Fullbliss spielte.
Judson selbst hält „Sufferboy“ für das „(…)most bad-ass piece of work ever (…)“, an dem er selber je mitgearbeitet hat.
Dem Album „Sufferboy“ folgte eine ausgiebige Deutschland-/Österreich-Tour.

## Diskografie

### Alben
- 1996 Something Better
- 1997 Innermission
- 1998 Chasing California
- 2000 The Perfect Life
- 2008 Sufferboy
- 2016 Generation Vulture